# Ablammrate
Die Ablammrate, gelegentlich auch Ablammquote bezeichnet, ist ein Begriff aus der Zucht von Schafen und Ziegen. Sie bezeichnet die durchschnittliche Anzahl der pro Muttertier geborenen Lämmer. Im Gegensatz dazu steht die Aufzuchtquote, die die Anzahl erfolgreich aufgezogener Tiere bezeichnet. Diese ist üblicherweise, aufgrund eingegangener Jungtiere, geringer.
Als Muttertiere werden in diesem Zusammenhang die gezielt zur Zucht genutzten weiblichen Tiere bezeichnet, wobei angegeben werden oder aus dem Kontext ersichtlich sein muss, ob es sich dabei beispielsweise um einen einzelnen Bestand, eine Region oder eine bestimmte Rasse allgemein handelt.
Angegeben wird die Ablammrate entweder als Faktor (z. B. 1,2 für 6 Lämmer bei 5 Schafen) oder als Prozentzahl (120 % im selben Fall).